# Sobór Świętych Piotra i Pawła w Mińsku

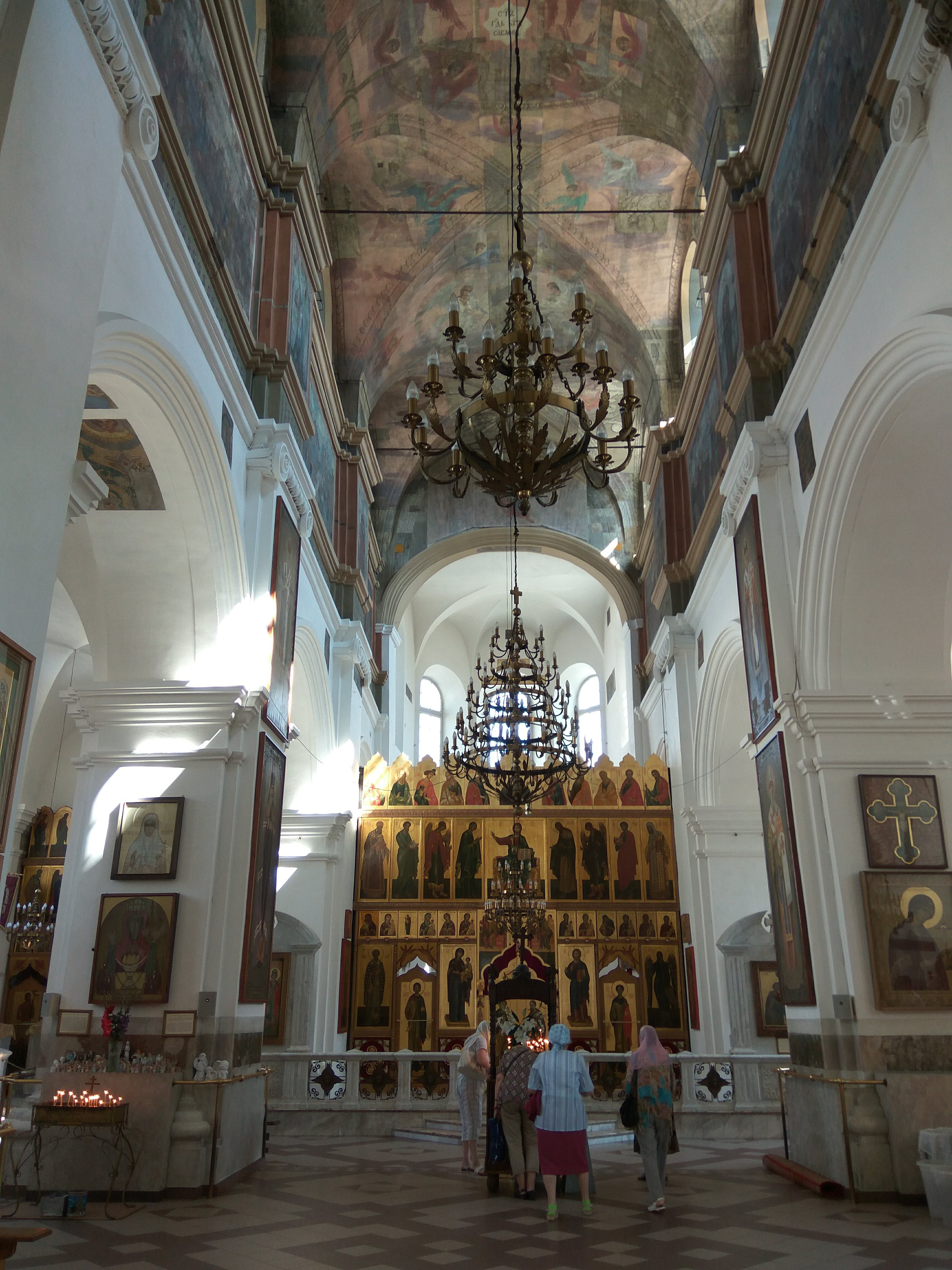
Wnętrze (sierpień 2018)

Sobór Świętych Piotra i Pawła – prawosławny sobór w Mińsku, w latach 1612–1799 główna świątynia męskiego monasteru, następnie cerkiew parafialna, w latach 1933–1941 i 1944–1991 nieczynna.
Cerkiew została zbudowana w 1612 razem z męskim monasterem pod tym samym wezwaniem, z fundacji grupy prywatnych ofiarodawców (prawosławnej szlachty i mieszczan z powiatu mińskiego) oraz miejscowego prawosławnego bractwa. Jednym z fundatorów soboru był wojski miński Adam Wańkowicz. Obiekt powstał na prywatnym gruncie, dzięki czemu mógł zostać wzniesiony w okresie, gdy wznoszenie nowych świątyń tego wyznania było w Rzeczypospolitej nielegalne.
Początkowo w świątyni znajdowały się trzy ołtarze – główny pod wezwaniem Świętych Piotra i Pawła oraz dwa boczne św. Jana Chrzciciela i św. Michała Archanioła.
Cerkiew razem z całym monasterem została poważnie uszkodzona w czasie wojny północnej, zaś po 1720 – napadnięta przez grupę szlachciców-katolików, którzy zdewastowali jej wnętrze i pobili mnichów. W kolejnych dziesięcioleciach cerkiew była w coraz gorszym stanie technicznym. Remont obiektu sfinansowała dopiero caryca Katarzyna II po II rozbiorze Polski, gdy Mińsk znajdował się już w granicach Imperium Rosyjskiego. Władczyni Rosji zdecydowała równocześnie o kasacie monasteru mińskiego i przeniesieniu ostatnich zakonników do budynków po dawnym unickim klasztorze Świętego Ducha, a następnie do monasteru Objawienia Pańskiego w Pińsku oraz o zmianie wezwania cerkwi na św. Katarzyny. W 1812, w czasie marszu Wielkiej Armii Napoleona przeciwko Rosji, cerkiew Świętych Piotra i Pawła została zdewastowana przez francuskich żołnierzy i pełniła przez dwa miesiące funkcję szpitala polowego. Nabożeństwa w obiekcie wznowiono dopiero w roku 1814. W 1844 obiekt otrzymał rangę soboru.
W latach 1870–1871 miał miejsce generalny remont soboru, połączony z wstawieniem nowego ikonostasu, budową dodatkowej kopuły i wykonaniem we wnętrzu zespołu fresków.
Świątynia pozostawała czynna do 1933, gdy została odebrana parafii prawosławnej i zamieniona na magazyn. Wnętrze świątyni podzielono na trzy kondygnacje. Na ponowne otwarcie soboru wyraziły zgodę okupacyjne władze niemieckie w 1941. 7 grudnia 1941 arcybiskup Filoteusz (Narko) dokonał ponownej konsekracji obiektu i nadał mu ponownie wezwanie Świętych Piotra i Pawła. Jednak po zajęciu Mińska przez Armię Czerwoną w 1944 budynek ponownie odebrano wiernym i zamieniono na mieszkania. Wnętrze obiektu całkowicie przekształcono, dzieląc je na cztery poziomy. W 1945 do byłego soboru przeniesiono siedzibę Centralnego Archiwum Rewolucji Październikowej i Budownictwa Socjalistycznego. Od lat 60. XX w. budynek zajmowało z kolei Archiwum Dokumentacji Naukowo-Technicznej oraz Archiwum Literatury i Sztuki Białoruskiej SRR. W 1970 powstał, ostatecznie zarzucony, projekt zburzenia świątyni i wzniesienia na jej miejscu bloków mieszkalnych. Po tej dacie budynek został odnowiony od zewnątrz – przywrócono mu dawny kształt.
Rosyjski Kościół Prawosławny odzyskał budynek soboru w 1991, jednak jego ponowna adaptacja do celów liturgicznych trwała przez kolejne cztery lata.